# إين نون تاراح أنا
إين نون تاراح أنا الأوروكي هو الملك التاسع عشر لسلالة أوروك الأولى، وهو ابن لبئشوم حسب قائمة الملوك السومريين حكم في 26 ق م وخلفه ميش هي، وحكم لمدة 8 سنوات.